# Cimetière d'Épinay-sur-Seine
Le cimetière d'Épinay-sur-Seine, situé avenue Salvador-Allende, est le cimetière communal de la ville d'Épinay-sur-Seine (Seine-Saint-Denis).
Il est complété par le Cimetière intercommunal des Joncherolles.

## Description

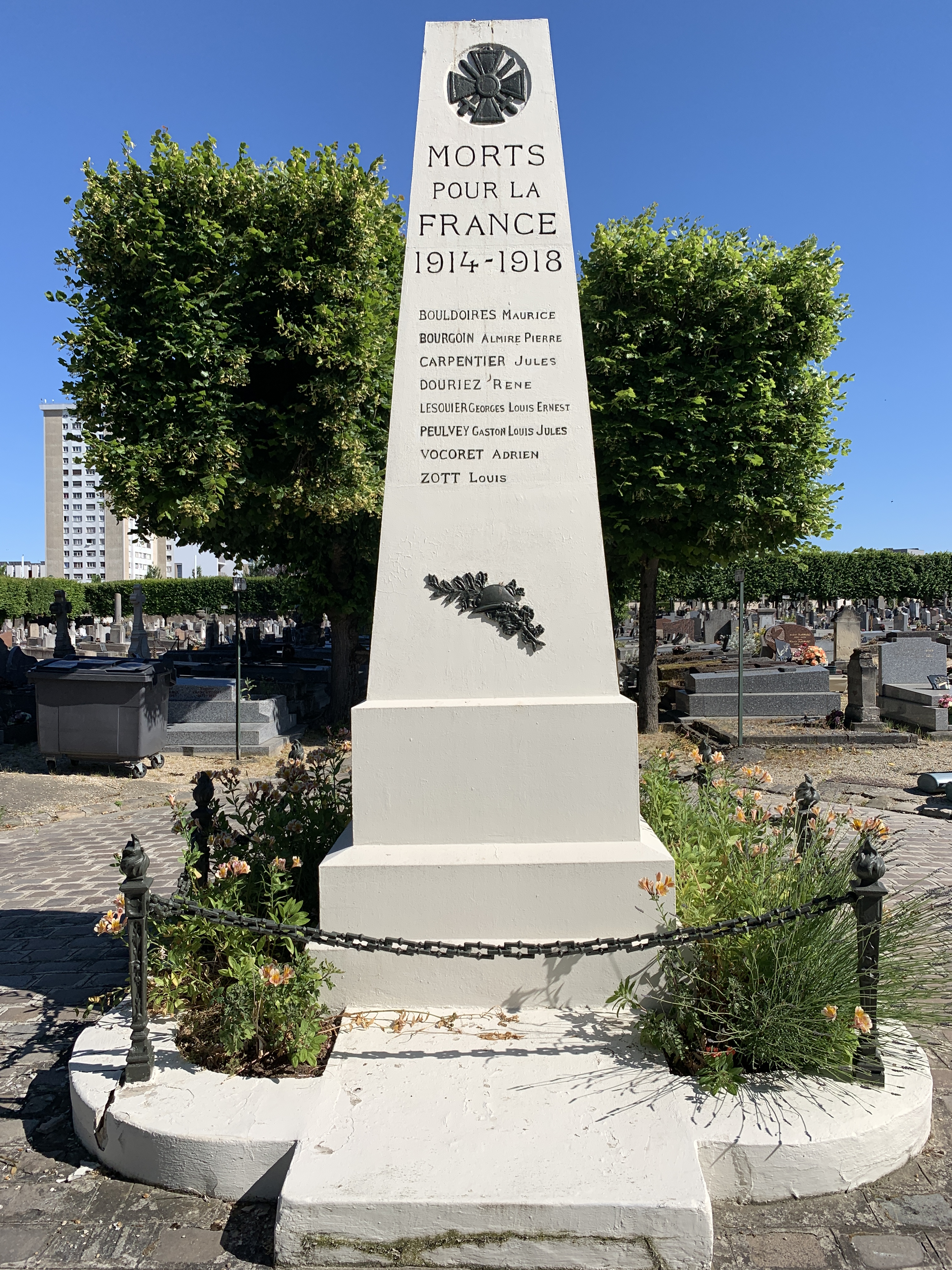
Monument aux morts.

Cerné par de hautes barres d'immeubles à loyer modéré, ce cimetière qui conserve encore quelques modestes tombes du XIXe siècle ou des sépultures plus ouvragées de commerçants ou fermiers d'autrefois, forme un contraste saisissant et paisible avec son environnement changeant.
Il dispose d'un jardin du souvenir, d'un columbarium et de deux ossuaires, dont l'un est une chapelle accueillant des reliquaires.
Il s'y trouve aussi un carré militaire et un monument aux morts de la Première Guerre mondiale.

## Historique

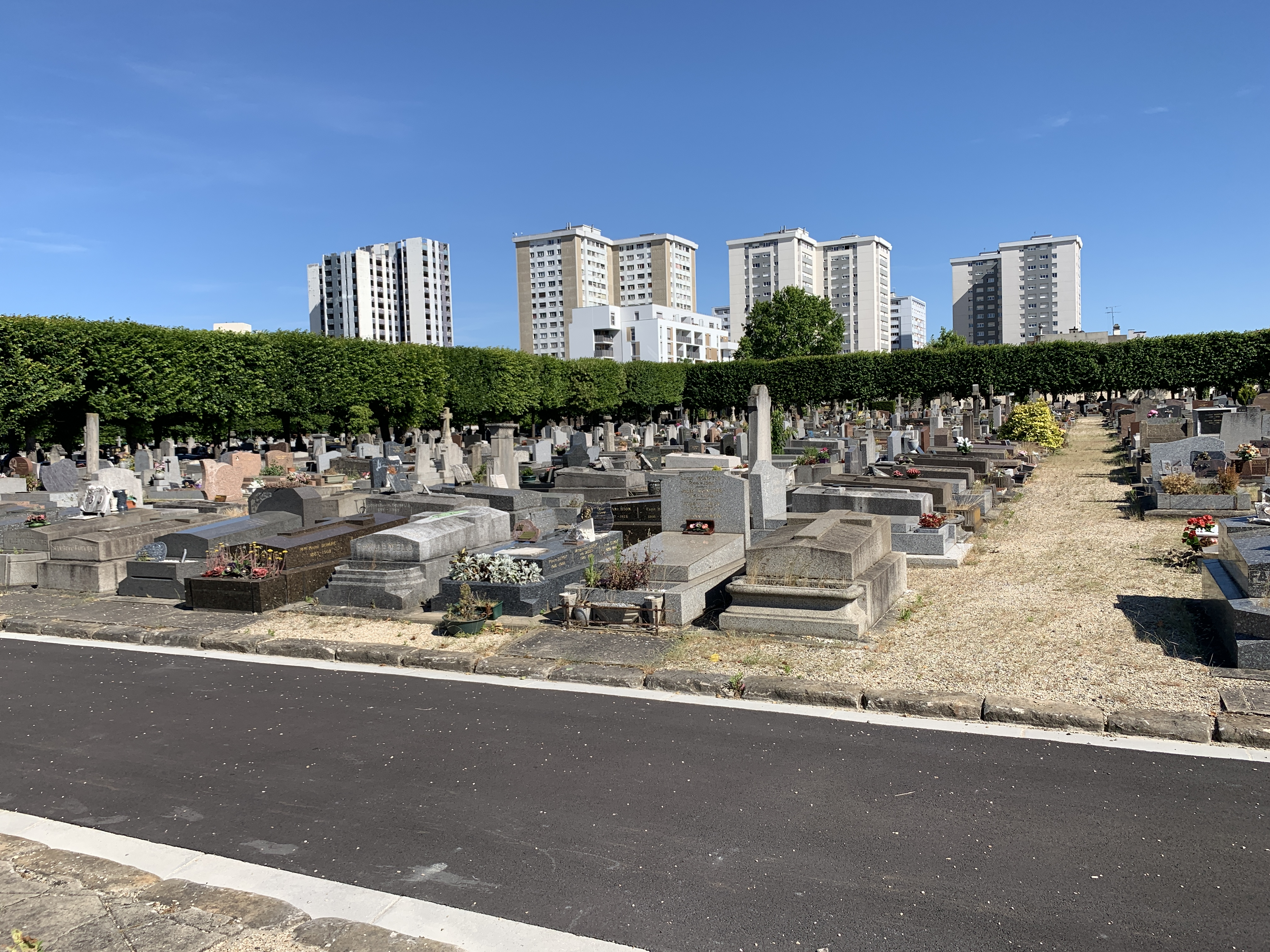
Vue générale du cimetière.

Le cimetière paroissial de l'église Saint-Médard, probablement situé à l’ouest du chœur et dans la direction du presbytère, existait depuis les temps mérovingiens. En 1791 encore, y fut inhumé Dominique Campan, beau-père de Madame Campan.
Ce cimetière fut fermé en 1812.
Un nouveau lieu de sépulture fut donc ouvert en 1813, grâce à M. Julien, donateur du terrain.
Pendant l'Occupation, des Résistants utilisèrent un caveau de famille pour entreposer de la cheddite, des bandes de mitrailleuses et des grenades.

## Personnalités
- Rose Bertin (1747-1813), couturière et modiste française. Elle fut tout d'abord enterrée dans le cimetière paroissial, puis transférée dans la fosse commune de ce nouveau cimetière[6].
- Léon Kreutzer (1817-1868), compositeur et critique musical.
- Bernard-Germain de Lacépède (1756-1825), zoologiste, grand chancelier de l'ordre de la Légion d'honneur[7].
- Georges Thibout (1878-1951), député de la Seine.